# Цикл виробничих процесів
Цикл виробничих процесів, Робочий цикл (англ. operation cycle; нім. Arbeitszyklus m) – сукупність виробничих процесів і операцій, які послідовно повторюються. У схемах ведення робіт цикл виробничих процесів відображаються графічно, являючи єдиний процес у часі.
Виробничий цикл - період перебування предметів праці (сировини і матеріалів) у виробничому процесі з початку виготовлення до випуску готового продукту. 

## Приклади
- В шахтах при очисних роботах – від однієї до наступної зарубки комбайна, при буровибуховому проходженні виробок – від початку буріння комплекту шпурів до нового повторення цієї операції. Це - перервний виробниций цикл робіт.
- Безперервний виробничий цикл - має місце в деяких галузях ( металургійна,  хімічна), де виробничий процес не можна переривати з економічних причин, або з питань безпеки.